# Touche pas à la blanche hermine
 (août 2025).
Si vous disposez d'ouvrages ou d'articles de référence ou si vous connaissez des sites web de qualité traitant du thème abordé ici, merci de compléter l'article en donnant les références utiles à sa vérifiabilité et en les liant à la section « Notes et références ».
Albums de Gilles Servat
Sur les quais de Dublin
(1996) Comme je voudrai !
(2000)
Touche pas à la blanche hermine est le deuxième album en public de Gilles Servat, paru en 1998 chez Sony Music.
Il a été enregistré au Centre culturel Athéna à Auray en 1998.

## Caractéristiques artistiques

### Présentation des chansons
Vieille Ville de Merde (Dirty Old Town) et La Quinta Brigada sont chantées en duo avec Ronnie Drew.
La Quinta Brigada est une chanson de Christy Moore sur les volontaires irlandais des Brigades internationales dans la guerre civile espagnole.
Touche Pas À la Blanche Hermine  est une diatribe écrite par Gilles Servat pour s’insurger contre la reprise par des militants d’extrême-droite (du Front national notamment) de sa chanson La Blanche Hermine lors de meetings : « Qu'est-ce que j'apprends ? Il paraît que dans les arrières-cuisines du parti des aveugles que domine un führer borgne, on beugle La Blanche Hermine ? Qu'est-ce qui vous prend, les fafs ? Je ne vois pas comment on peut chanter ça sous vot' flamme tricolore ! Ou alors vous ne chantez pas tous les couplets ! Ou si vous les chantez tous, c'est qu'en plus d'être aveugles, vous êtes sourds ! ».

### Pochette
En haut à droite de la pochette de l'album figure dans un cercle une main noire, entourée du titre de l'album, avec une hermine blanche sur la paume rappelant le logo de SOS Racisme.

## Titres de l'album
1. La Route de Kemper (Gilles Servat / Hervé Queffeleant) - 5 min 53
2. L’Hirondelle (Gilles Servat) - 4 min 09
3. Le Moulìn de Guérande (Gilles Servat)  5 min 31
4. Yawankiz Ma Bro (Gilles Servat / Hervé Queffeleant)  4 min 14
5. La Maison d'Irlande (Gilles Servat)  5:93
6. Vieille Ville de Merde (Dirty Old Town) (Ewan MacColl, adaptation : Gilles Servat)  -3 min 28
7. La Quinta Brigada (Christy Moore) 4 min 51
8. Sur Les Quais de Dublin (Gilles Servat / Dónal Lunny) - 4 min 02
9. Irish Suite (Traditionnel) 3 min 46
10. Le Pays (Dónal Lunny / Gilles Servat) 5 min 51
11. Kan Bale Nevenoe (Glenmor) - 4 min 10
12. Touche Pas À la Blanche Hermine (Gilles Servat) - 3 min 26
13. La Blanche Hermine (Gilles Servat) - 4 min 01
14. Je Vous Emporte Dans Mon Cœur (Gilles Servat)  6 min 21

## Musiciens
- Ronnie Drew, chant
- Donal Lunny, guitare, bodhrán
- Philippe Bizais, claviers
- Christian Lemaître, violon
- John Mc Sherry, uilleann pipes
- Mairtin O'Connor, accordeon
- Nicolas Quemener, guitare, flûte
- Hilaire Rama, basse
- Stéphane Sotin, batterie, percussions
- Bagad Roñsed-Mor de Locoal-Mendon